# كأس أوغندا 1979
كأس أوغندا 1979 (بالإنجليزية: 1979 Uganda Cup)‏ هو موسم من كأس أوغندا. فاز فيه نادي كامبالا سيتي.